# Николаевское сельское поселение (Терновский район)
Николаевское сельское поселение — упразднённое муниципальное образование в Терновском районе Воронежской области.
Административный центр — село Николаевка.

## История
Законом Воронежской области от 6 июля 2017 года № 71-ОЗ были преобразованы, путём их объединения, Николаевское и Тамбовское сельские поселения — в Тамбовское сельское поселение с административным центром в селе Тамбовка.

## Административное деление
В состав поселения входил один населенный пункт:
- село Николаевка.